# Премьяни, Эджидио
Эджи́дио Премья́ни (итал. Egidio Premiani, 16 февраля 1909, Триест, Австро-Венгрия — 2002) — итальянский баскетболист. Участник летних Олимпийских игр 1936 года.

## Биография
Эджидио Премьяни родился 16 февраля 1909 года в городе Триест в Австро-Венгрии (сейчас в Италии). В ряде источников ошибочно указано, что он родился в 1908 году.
Играл в баскетбол за «Джиннастика Триестина» на протяжении всей карьеры. В её составе дважды становился чемпионом Италии в 1932 и 1934 годах.
В 1935 году дебютировал в составе сборной страны на чемпионате Европы в Женеве, где итальянцы заняли 7-е место.
В 1936 году вошёл в состав сборной Италии по баскетболу на летних Олимпийских играх в Берлине, занявшей 7-е место. Провёл 5 матчей, набрал 4 очка (по 2 — в матчах со сборными Чили и Филиппин).
В течение карьеры провёл за сборную Италии 15 матчей, набрал 6 очков.
Умер в 2002 году.